# Renault R.S.19
Chronologie des modèles (2019)
Renault R.S.18 Renault R.S.20
La Renault R.S.19 est la monoplace de Formule 1 engagée par l'équipe Renault F1 Team dans le championnat du monde de Formule 1 2019. Elle est pilotée par l'Allemand Nico Hülkenberg et l'Australien Daniel Ricciardo, transfuge de l'écurie Red Bull.

## Création de la monoplace
La Renault R.S.19 est une création de Nick Chester sous la supervision du Britannique Bob Bell. Elle est présentée le 12 février 2019 sur internet. Elle garde la même livrée que la saison précédente, où le noir prédomine sur le jaune emblématique.

## Moteur
| Caractéristiques | Valeur                 |
| ---------------- | ---------------------- |
| Nom              | Renault E-Tech 19      |
| Type             | V6 à 90°               |
| Soupapes         | 24                     |
| Cylindrée        | 1600 cm³               |
| Alimentation     | Injection électronique |
| Puissance        | 875 ch                 |

## Résultats en championnat du monde de Formule 1
| Saison | Écurie          | Moteur                     | Pneus   | Pilotes          | Courses | Courses | Courses | Courses | Courses | Courses | Courses | Courses | Courses | Courses | Courses | Courses | Courses | Courses | Courses | Courses | Courses | Courses | Courses | Courses | Courses | Points inscrits | Classement |
| Saison | Écurie          | Moteur                     | Pneus   | Pilotes          | 1       | 2       | 3       | 4       | 5       | 6       | 7       | 8       | 9       | 10      | 11      | 12      | 13      | 14      | 15      | 16      | 17      | 18      | 19      | 20      | 21      | Points inscrits | Classement |
| ------ | --------------- | -------------------------- | ------- | ---------------- | ------- | ------- | ------- | ------- | ------- | ------- | ------- | ------- | ------- | ------- | ------- | ------- | ------- | ------- | ------- | ------- | ------- | ------- | ------- | ------- | ------- | --------------- | ---------- |
| 2019   | Renault F1 Team | Renault V6 turbo E Tech 19 | Pirelli |                  | AUS     | BAH     | CHI     | AZE     | ESP     | MON     | CAN     | FRA     | AUT     | GBR     | ALL     | HON     | BEL     | ITA     | SIN     | RUS     | JAP     | MEX     | USA     | BRE     | ABU     | 91              | 5e         |
| 2019   | Renault F1 Team | Renault V6 turbo E Tech 19 | Pirelli | Nico Hülkenberg  | 7e      | 18e*    | Abd     | 14e     | 13e     | 14e     | 7e      | 8e      | 13e     | 10e     | Abd.    | 12e     | 8e      | 5e      | 9e      | 10e     | Dsq     | 10e     | 9e      | 15e     | 12e     | 91              | 5e         |
| 2019   | Renault F1 Team | Renault V6 turbo E Tech 19 | Pirelli | Daniel Ricciardo | Abd.    | 17e*    | 7e      | Abd.    | 12e     | 9e      | 6e      | 11e     | 12e     | 7e      | Abd.    | 14e     | 14e     | 4e      | 14e     | Abd.    | Dsq     | 8e      | 6e      | 6e      | 11e     | 91              | 5e         |

Légende : ici
- *Le pilote n'a pas terminé la course mais est classé pour avoir parcouru 90% de la distance prévue